# خسروا گوی فلک در خم چوگان تو باد
غزلی با مطلع «خسروا گوی فلک در خم چوگان تو باد»، غزل شمارهٔ ۱۰۸ از دیوانِ حافظ در تصحیحِ محمد قزوینی و قاسم غنی است.

## در دیگر آثار هنری
معروف‌ترین موضوع از دیوان حافظ، نگارهٔ بازیِ چوگان است که در بیشترِ نسخه‌ها به‌تصویر کشیده شده‌است. این نگاره‌ها، بازیِ چوگان را همراه با مصرعِ «.../ گفت آن می‌کشم اندرخم چوگان که مپرس» و یا مصراعی از غزلِ «خسروا گوی فلک در خم چوگان تو باد/ ...» و یا بیتِ «خنگ چوگانی چرخت رام شد در زیر زین / شهسوارا چون به میدان آمدی گویی بزن» به‌تصویر کشیده‌اند. یکی از این نمونه‌های موفق، نسخه‌ای از دیوان است که به‌احتمال زیاد در حدودِ سال ۹۴۰ ه‍.ق برای سام میرزا مصوّر و کتابت شده‌است. این نسخه در میان موزهٔ جدید هنر اسلامی در قطر، موزهٔ هنر مِتروپولیتَن، دانشگاه هاروارد و موزهٔ هنری فاگ تقسیم شده و پیشتر نیز در مجموعهٔ کارتیه و سپس در  مجموعهٔ کری ولش نگهداری می‌شده‌است. نسخه در اصل دارای ۵ نگاره شامل بزم، بازی چوگان، مجلس وعظ، سرای پیر مُغان و عید فطر بوده‌است. امروزه محل نگهداری ۴ نگاره معلوم و نگارهٔ «بازی چوگان» نامعلوم است. کونل و اسکوچین نگارهٔ بازی چوگان از این نسخه را کارِ شیخ‌زاده می‌دانند. تصویر از دو بخش تشکیل شده که در بخش پایین چند سوارکار مشغول به بازی چوگان هستند و مردمی در حال تماشای آن‌ها. در بخش بالا نیز شاه یا شاهزاده‌ای در دشتِ سرسبزی همراه با دو خادم که مشغولِ پذیرایی از او هستند و سواری چوبِ چوگان به‌دست را نشان می‌دهد. چهار نیمه‌تنه نیز در پشت تپه‌ها دیده می‌شود. در نسخهٔ مصور موزهٔ ملی ایران (شمارهٔ ۹۲۱۰) به‌تاریخ شوال ۱۰۲۵ ه‍.ق/اکتبر ۱۶۱۶ م و به کتابت شاه قاسم نیز نگاره‌ای بر مبنای این غزل موجود است.